# Campo de' Fiori

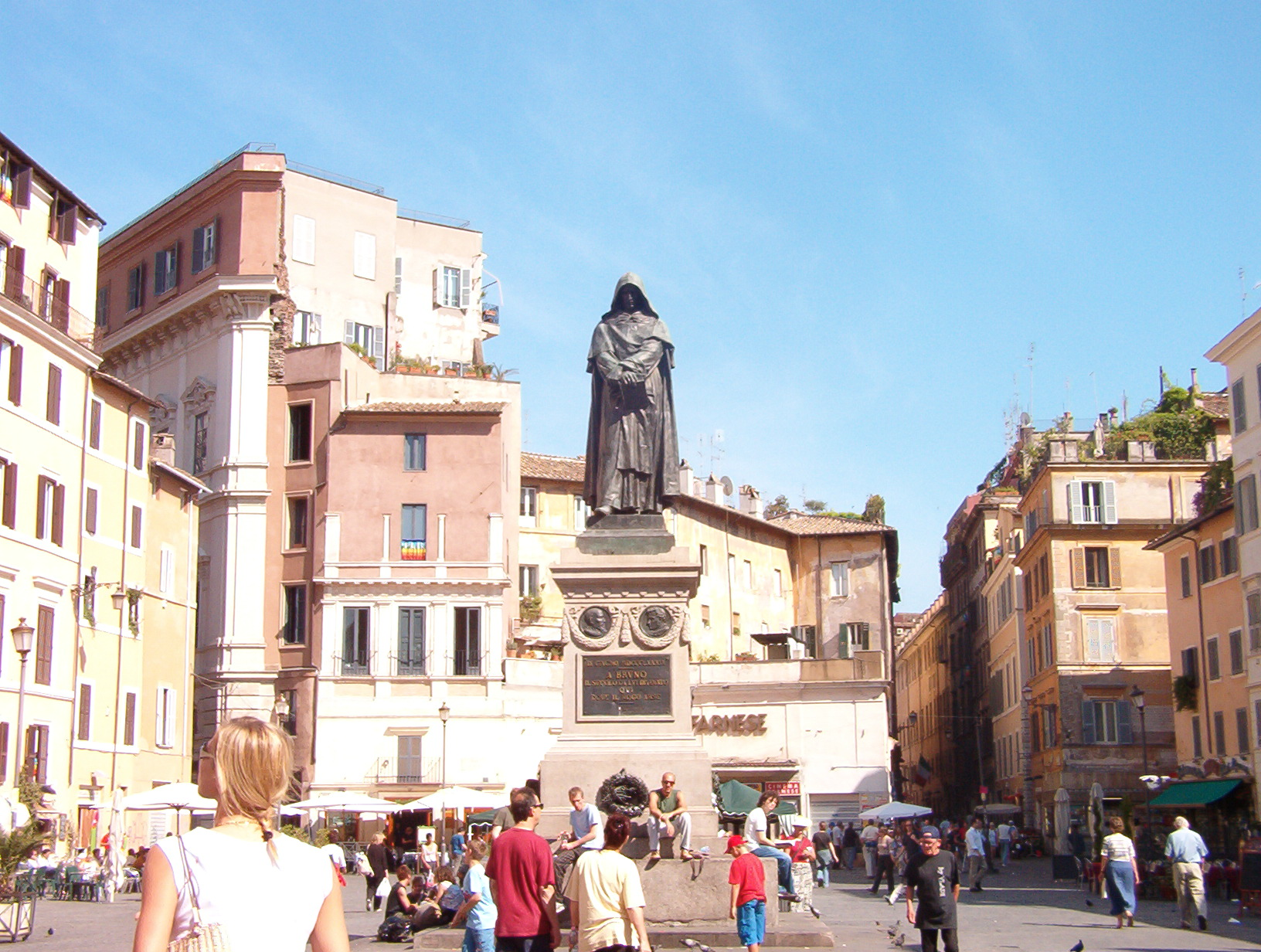
Standbeeld van Giordano Bruno

De Campo de' Fiori is een bekend plein in Rome. Deze piazza dankt zijn benaming niet aan de wekelijkse bloemenmarkt die er sinds de negentiende eeuw plaatsvindt, maar aan de oorspronkelijk weide in de Romeinse rione (wijk) Parione. Op het plein staat een standbeeld van Giordano Bruno, die hier in 1600 werd terechtgesteld.
De benaming van dit plein moet niet verward worden met die van een geologische formatie in Noord-Italië, het Campo dei Fiori.

## Bekendheid
Het plein is onder meer bekend van een film uit 1943 Campo de' fiori, onder regie van Mario Bonnard, met Anna Magnani en Aldo Fabrizi, waarin een tekenend beeld wordt geschetst van de sfeer rondom de pittoreske en levendige markt op dit plein.
Verder speelde het plein een grote rol in het leven van kunstenaars, schrijvers en dichters uit Rome in de periode van de jaren 50 tot begin jaren 70. De schrijver Enzo Siciliano publiceerde in 1993 zijn memoires onder de titel Campo de' Fiori, waarin leven en dood van Pier Paolo Pasolini een belangrijke rol speelt.